# Bea Sigurdson
Bea Sigurdson is een personage in de Amerikaanse televisieserie That '70s Show van Fox Networks, gespeeld door Betty White. Ze is de moeder van Kitty Forman.

## Verschijning
Bea ziet eruit als een vriendelijke vrouw, maar eigenlijk is ze heel luidruchtig en onbeschoft, zelfs tegen haar eigen familie. Ze is te zien in enkele afleveringen van seizoen 5. Vaak is ze te zien als ze aan het schelden is tegen Kitty. Ze zegt dan iets beledigends, maar op een vriendelijke manier. Als haar man een ongeluk heeft gehad met de auto, blijft ze een tijdje bij de familie Forman, maar verdwijnt na een tijdje ineens.